# Sociedad Catalana de Estudios Jurídicos
La Sociedad Catalana de Estudios Jurídicos (en catalán, Societat Catalana d'Estudis Jurídics, SCEJ) es una sociedad filial del Instituto de Estudios Catalanes adscrita a la Sección de Filosofía y Ciencias Sociales. Su finalidad es el cultivo del estudio y de la investigación del derecho en general y especialmente del derecho catalán, la difusión de su conocimiento y la publicación de trabajos relacionados organizando cursos y conferencias. Publica la Revista Catalana del Derecho Privado y la Revista del Derecho Histórico Catalán.

## Organización
La SCEJ es regido por una Asamblea General, que constituye el órgano soberano, y la Junta de Gobierno, órgano superior de gestión, representación y administración. Su presidente actual es Josep Cruanyes i Tor y los vicepresidentes Xavier Genover i Huguet y Joan Ollé i Favaro. Sus estatutos fueron aprobados en 1994.